# Sallgast
Sallgast là một đô thị thuộc huyện Elbe-Elster, bang Brandenburg, Đức. Đô thị Sallgast có diện tích 41,9 km², dân số thời điểm 31 tháng 12 năm 2006 là 1734 người.